# Alsodes tumultuosus
La rana de pecho espinoso de La Parva (Alsodes tumultuosus) es una especie de anfibio de la familia Leptodactylidae, endémica de la zona central de Chile.

## Distribución geográfica
Es endémica de Chile, presentándose en quebradas, esteros y riachuelos cordilleranos de la zona central de Chile.

## Descripción y comportamiento
Los individuos de esta especie miden cerca de 6,6 cm, presentando una piel de color gris oliva con manchas negras, mientras que su vientre es de color blanco. Sus ojos son grandes y prominentes, con orientación lateral. Presenta dimorfismo sexual, teniendo el macho unas placas pectorales espinosas cornificadas y antebrazos bien desarrollados.
Es de actividad estrictamente nocturna y de hábitos semiacuáticos, viviendo bajo piedras de ríos o arroyos cordilleranos, se alimenta de artrópodos e invertebrados acuáticos.

## Estado de conservación
Es considerada como una especie vulnerable por la UICN por la pérdida de su hábitat natural, que se limita a menos de diez ubicaciones de la zona central de Chile. El Ministerio del Medio Ambiente, en cambio, la considera como una especie en peligro de extinción.